# Chrysotimus ancistrus
Chrysotimus ancistrus är en tvåvingeart som beskrevs av Yang, Saigusa och Kazuhiro Masunaga 2008. Chrysotimus ancistrus ingår i släktet Chrysotimus och familjen styltflugor.
Artens utbredningsområde är Nepal. Inga underarter finns listade i Catalogue of Life.